# Liste der denkmalgeschützten Objekte in Innsbruck-Innsbruck/A–G
Die Liste der denkmalgeschützten Objekte in Innsbruck-Innsbruck/A–G enthält die denkmalgeschützten, unbeweglichen Objekte der Innsbrucker Katastralgemeinde Innsbruck (Stadtteile Innenstadt, Mariahilf-St. Nikolaus, Dreiheiligen-Schlachthof und Saggen) mit den Straßennamen von A bis G.

## Denkmäler
| Foto  |                 | Denkmal | Standort                                                 | Beschreibung | Metadaten |
| ----- | --------------- | --- | -------------------------------------------------------- | --- | --- |
| ja    | Datei hochladen | Österreichische Nationalbank HERIS-ID: 41116 Objekt-ID: 41560 TKK: 115861                                                              | Adamgasse 2 Standort KG: Innsbruck                       | Das Gebäude wurde wie die Nationalbankfilialen in Bregenz und Eisenstadt von Rudolf Eisler und Ferdinand Glaser entworfen. Das viergeschoßige, langgestreckte Gebäude wurde 1930/31 erbaut und nach Bombenschäden 1946 wiederhergestellt. Die Fassade zur Adamgasse ist rasterartig gegliedert und wird von Attikaaufsätzen bekrönt. Die repräsentative Schalterhalle ist mit Pfeilern, Boden und Verkleidungen aus Marmor sowie einem Glasdach mit Gitterfeldern ausgestattet. | BDA-Hist.: Q37998178 Status: Bescheid Stand der BDA-Liste: 2025-06-30 Name: Österreichische Nationalbank GstNr.: .1450 Oesterreichische Nationalbank (Innsbruck)                                                                         |
| ja    | Datei hochladen | Persönlichkeitsdenkmal Adolf Pichler HERIS-ID: 59838 Objekt-ID: 71447 TKK: 115862                                                      | Adolf-Pichler-Platz Standort KG: Innsbruck               | Das Denkmal für den Geologen und Schriftsteller Adolf Pichler auf dem nach ihm benannten Platz wurde 1901 von Edmund Klotz entworfen und 1909 aufgestellt. Die überlebensgroße Bronzestatue des Gelehrten zeigt diesen in leicht vorgebeugter Haltung mit Berganzug, einem Hut in der linken und einem Geologenhammer in der rechten Hand. | BDA-Hist.: Q38088871 Status: § 2a Stand der BDA-Liste: 2025-06-30 Name: Persönlichkeitsdenkmal Adolf Pichler GstNr.: 280 Adolf-Pichler-Denkmal                                                                                           |
| ja    | Datei hochladen | Bundesrealgymnasium HERIS-ID: 35792 Objekt-ID: 34591 TKK: 83272                                                                        | Adolf-Pichler-Platz 1 Standort KG: Innsbruck             | Das Gebäude des Bundesrealgymnasiums Innsbruck wurde 1869/70 nach Plänen von Alfons Kreil als Erweiterungsbau des Stadtspitals errichtet. Nach der Übersiedelung des Spitals auf das heutige Areal am Ende der Anichstraße 1889 wurde es ab 1890 von der vorher am Bozner Platz ansässigen Realschule, dem heutigen BRG Adolf-Pichler-Platz, genutzt. | BDA-Hist.: Q1006588 Status: Bescheid Stand der BDA-Liste: 2025-06-30 Name: Bundesrealgymnasium GstNr.: .482 Building of Bundesrealgymnasium Innsbruck                                                                                    |
| ja    | Datei hochladen | Wohnhaus HERIS-ID: 46914 Objekt-ID: 49302 TKK: 83267                                                                                   | Adolf-Pichler-Platz 10 Standort KG: Innsbruck            | Das siebenachsige, viergeschoßige Haus wurde 1880 von Jacob Norer erbaut. In der Mittelachse befindet sich ein Erker über palmettenbesetzten Volutenkonsolen darunter ein hoher rundbogiger Eingang mit architektonisch reich gestalteter zweiflügeliger Haustür. Die äußeren Achsen weisen je einen hohen rundbogigen Geschäftseingang und ebensolche Auslagen auf. Das Erdgeschoß ist rustiziert mit Palmettenkonsolen über den Rundbogenabschlüssen der Öffnungen, es wird nach oben von einem durchgehenden Gesims abgeschlossen. Die Fenster- und Erkerbrüstungen sind mit Reliefs mit Drachenmotiven und Putten geschmückt. Die Fenster in den Obergeschoßen sind mit Pilastern und geohrten Faschenrahmen gestaltet. Unter dem Traufgesims befindet sich ein reicher Kranz aus palmettenbesetzten Volutenkonsolen. Der Erdgeschoßflur ist als Vestibül ausgebildet und tonnengewölbt mit Gurtbogen. Die zweiarmige Marmortreppe weist ein reich verziertes Schmiedeeisengeländer aus Volutenstäben auf. Die Decken sind über den Treppenpodesten kassettiert, die Wohnungseingänge in hohen Rundbogen geschlossen. | BDA-Hist.: Q38024716 Status: Bescheid Stand der BDA-Liste: 2025-06-30 Name: Wohnhaus GstNr.: .881 Adolf-Pichler-Platz 10, Innsbruck |
| ja    | Datei hochladen | Ansitz Angerzell HERIS-ID: 39317 Objekt-ID: 39062 TKK: 115863                                                                          | Angerzellgasse 4 Standort KG: Innsbruck                  | Der Ansitz wurde 1571 erstmals urkundlich erwähnt, der Baukern stammt aus der ersten Hälfte des 16. Jahrhunderts. Ende des 17. Jahrhunderts wurde er im barocken Stil umgebaut. Das dreigeschoßige Giebelhaus mit rechteckigem Grundriss, dreiachsiger Hauptfassade nach Westen und Satteldach weist an der Südwestecke einen Treppenturm und an der Ostfassade einen erkerartigen Vorbau auf. Innen findet sich im Erdgeschoß ein hallenartiger Flur mit Kreuzgewölbe. Die großen Säle mit Kassettendecken in den Obergeschoßen wurden in kleinere Wohnräume unterteilt. | BDA-Hist.: Q37988509 Status: Bescheid Stand der BDA-Liste: 2025-06-30 Name: Ansitz Angerzell GstNr.: .626 |
| ja    | Datei hochladen | Akademisches Gymnasium HERIS-ID: 55502 Objekt-ID: 64187 TKK: 20697                                                                     | Angerzellgasse 14 Standort KG: Innsbruck                 | Das Akademische Gymnasium wurde 1562 als Jesuitenschule gegründet. Das heutige Gebäude wurde 1909/10 nach Plänen von Philipp Mitzka errichtet, der Nordflügel wurde 1929 angebaut. Der viergeschoßige Bau auf einem T-förmigen Grundriss weit an der Hauptfassade einen Risalit mit geschwungenem Giebel und ein monumentales, barockisierendes Nagelfluhportal auf. Im Giebelfeld ist ein bronzener Doppeladler angebracht. | BDA-Hist.: Q125845500 Status: Bescheid Stand der BDA-Liste: 2025-06-30 Name: Akademisches Gymnasium GstNr.: .1279 Building of Akademisches Gymnasium Innsbruck                                                                           |
| ja    | Datei hochladen | Bürgerhaus HERIS-ID: 55520 Objekt-ID: 64210 TKK: 115864                                                                                | Anichstraße 20 Standort KG: Innsbruck                    | Das viergeschoßige Wohnhaus wurde 1909 erbaut. Die neoklassizistische Fassade ist mit Risaliten, Breiterkern und durchgehenden Gesimsen gegliedert und mit antikisierendem Stuckdekor (Festons und Palmettenfries) geschmückt. Die originale Haustür weist eine Oberlichte und Felderteilung auf. | BDA-Hist.: Q38066044 Status: § 2a Stand der BDA-Liste: 2025-06-30 Name: Bürgerhaus GstNr.: .845 Anichstraße 20, Innsbruck |
| ja BW | Datei hochladen | Miethaus HERIS-ID: 55543 Objekt-ID: 64236 TKK: 81851                                                                                   | Anichstraße 25 Standort KG: Innsbruck                    | Das viergeschoßige Eckhaus (Anichstr. 25/27) zur Bürgerstraße wurde 1890–1893 von der Firma Johann Huter & Söhne errichtet. Die Neorenaissance-Fassade ist mit flachen Risaliten mit Doppelfenstern, die von einem Zwerchgiebel über einer Balustrade bekrönt sind, gegliedert. Die Stiegenhäuser weisen Wendeltreppen mit Schmiedeeisengeländern auf. | BDA-Hist.: Q38066146 Status: § 2a Stand der BDA-Liste: 2025-06-30 Name: Miethaus GstNr.: .997 |
| ja BW | Datei hochladen | Höhere Technische Bundeslehr- und Versuchsanstalt HERIS-ID: 55544 Objekt-ID: 64237 TKK: 81848, 46468                                   | Anichstraße 26, 28 Standort KG: Innsbruck                | Es handelt sich um zwei der mittlerweile vier Gebäude der HTL Anichstraße. Das erste Gebäude (Anichstr. 26) wurde 1881 nach Plänen von Natale Tommasi errichtet und später von drei auf vier Geschoße aufgestockt. Die Fassade ist einem römischen Hochrenaissancepalast nachempfunden und weist einen Mittelrisalit, ionische Kolossalpilaster, einen Rustikasockel und stark plastische Fensterrahmungen auf. Unter dem vorkragenden Kranzgesims befindet sich ein Puttenfries mit Attributen aus Kunst und Technik. Der viergeschoßige Erweiterungsbau (Anichstr. 28) wurde 1909/1910 nach Plänen von Josef Retter, Eduard Klingler und Fritz Konzert errichtet. Die Fassade ist sachlich-nüchtern gestaltet, die Gliederung beschränkt sich auf durchlaufende Gesimse und Putzfelderdekor. | BDA-Hist.: Q1433741 Status: Bescheid Stand der BDA-Liste: 2025-06-30 Name: Höhere Technische Bundeslehr- und Versuchsanstalt GstNr.: 250 Anichstraße 26 & 28, Innsbruck                                                                  |
| ja BW | Datei hochladen | Miethaus HERIS-ID: 55545 Objekt-ID: 64238 TKK: 81851                                                                                   | Anichstraße 27 Standort KG: Innsbruck                    | Das viergeschoßige Eckhaus (Anichstr. 25/27) zur Bürgerstraße wurde 1890–1893 von der Firma Johann Huter & Söhne errichtet. Die Neorenaissance-Fassade ist mit flachen Risaliten mit Doppelfenstern, die von einem Zwerchgiebel über einer Balustrade bekrönt sind, gegliedert. Die Stiegenhäuser weisen Wendeltreppen mit Schmiedeeisengeländern auf. | BDA-Hist.: Q38066163 Status: § 2a Stand der BDA-Liste: 2025-06-30 Name: Miethaus GstNr.: .998 |
| ja    | Datei hochladen | Bäckerhaus HERIS-ID: 39319 Objekt-ID: 39064 TKK: 115869                                                                                | Bäckerbühelgasse 16 Standort KG: Innsbruck               | Das frühbarocke Haus wurde in der zweiten Hälfte des 17. Jahrhunderts als Ersatz für zwei Holzhäuser errichtet. Der dreigeschoßige Bau über einem unregelmäßigen viereckigen Grundriss wird von einem flachen Satteldach über einem breiten, profiliertem Gesims abgeschlossen. Die Fassade, die im Norden leicht geknickt ist, weist einen zweigeschoßigen, dreiseitigen Erker mit halbem Zeltdach sowie ein rundbogig geschlossenes, breit abgeschrägtes Nagelfluhportal auf. | BDA-Hist.: Q37988525 Status: Bescheid Stand der BDA-Liste: 2025-06-30 Name: Bäckerhaus GstNr.: .38 |
| ja    | Datei hochladen | Stadtarchiv, Stadtmuseum HERIS-ID: 55481 Objekt-ID: 64162 TKK: 115871                                                                  | Badgasse 2 Standort KG: Innsbruck                        | 1524 wurde an dieser Stelle erstmals ein Bad erwähnt. 1913/14 wurde es nach Plänen von Fritz Konzert als Volksbad neu errichtet, seit 1966 dient das Gebäude als Stadtarchiv. Das Eckhaus weist Heimatstilelemente auf, die Fassade ist durch Erker, Balkone und einen Portalrisalit gegliedert. | BDA-Hist.: Q38065871 Status: § 2a Stand der BDA-Liste: 2025-06-30 Name: Stadtarchiv, Stadtmuseum GstNr.: .398/1 Stadtarchiv und Stadtmuseum Innsbruck                                                                                    |
| ja    | Datei hochladen | Bürgerhaus HERIS-ID: 103657 Objekt-ID: 120178 TKK: 123381seit 2014                                                                     | Beethovenstraße 1 Standort KG: Innsbruck                 | Das Mietshaus wurde 1929/1930 nach Plänen von Josef Hora im Stil der Neuen Sachlichkeit errichtet. Das fünfgeschoßige Gebäude weist eine streng konzipierte, sechsseitige Straßenfassade auf, die durch farblich abgesetzte Fenster- und Erkerpfosten gegliedert und durch dreiseitige Polygonalerker in den äußeren Achsen akzentuiert ist. Das Innere ist über ein Vestibül mit zweiflügeliger Schwingtüre und eine zweiläufige Treppe mit schmiedeeisernen Brüstungsgeländern erschlossen. | BDA-Hist.: Q37798212 Status: Bescheid Stand der BDA-Liste: 2025-06-30 Name: Bürgerhaus GstNr.: .1421 |
| ja    | Datei hochladen | Villa mit Einfriedung HERIS-ID: 55577 Objekt-ID: 64283 TKK: 115872                                                                     | Bienerstraße 1 Standort KG: Innsbruck                    | | BDA-Hist.: Q38066302 Status: § 2a Stand der BDA-Liste: 2025-06-30 Name: Villa mit Einfriedung GstNr.: 798 Bienerstraße 1, Innsbruck |
| ja    | Datei hochladen | Villa Tirol HERIS-ID: 46245 Objekt-ID: 47971 TKK: 115874                                                                               | Bienerstraße 3 Standort KG: Innsbruck                    | | BDA-Hist.: Q38020161 Status: Bescheid Stand der BDA-Liste: 2025-06-30 Name: Villa Tirol GstNr.: 792/1 |
| ja    | Datei hochladen | Villa Skardarasy HERIS-ID: 94444 Objekt-ID: 109598seit 2019                                                                            | Bienerstraße 3a Standort KG: Innsbruck                   | Die in zweiter Reihe stehende Gartenvilla mit Zufahrt vom ehemaligen Garten der Villa Tirol wurde 1928–1929 nach Plänen von Siegfried Mazagg für den Hotelier Balthasar Skardarasy errichtet. Der Bau im Stil der Neuen Sachlichkeit besteht aus einem kubischen Baukörper mit Satteldach und einer großen, der Ostfassade vorgelagerten Terrasse, die an der Südfassade über Eck geführt und durch ein Pultdach abgeschlossen wird. In die Südfassade schneidet ein risalitartiger flachgedeckter Baukörper ein, die Nordseite weist einen erhöhten und abgewalmter Quergiebel auf. Der Westseite sind in Erd- und Obergeschoß kleine Terrassen vorgelagert. Die Fassaden sind durch vorkragende Traufgesimse sowie Fensterverdachungen und Sohlbänke aus Kunststeinbeton gegliedert. Im Inneren haben sich qualitätsvolle, originale Bau- und Ausstattungsdetails erhalten. | BDA-Hist.: Q105646659 Status: Bescheid Stand der BDA-Liste: 2025-06-30 Name: Villa Skardarasy GstNr.: 792/2 Bienerstraße 3a, Innsbruck                                                                                                   |
| ja    | Datei hochladen | Villa HERIS-ID: 46441 Objekt-ID: 48483 TKK: 115875                                                                                     | Bienerstraße 4 Standort KG: Innsbruck                    | | BDA-Hist.: Q38021621 Status: Bescheid Stand der BDA-Liste: 2025-06-30 Name: Villa GstNr.: 812 Villa Salvadori |
| ja    | Datei hochladen | Villa HERIS-ID: 46377 Objekt-ID: 48276 TKK: 115876                                                                                     | Bienerstraße 6 Standort KG: Innsbruck                    | | BDA-Hist.: Q38020969 Status: Bescheid Stand der BDA-Liste: 2025-06-30 Name: Villa GstNr.: .1313 Villa Arnold, Innsbruck |
| ja    | Datei hochladen | Fischer-Villa HERIS-ID: 39320 Objekt-ID: 39065 TKK: 115877                                                                             | Bienerstraße 9 Standort KG: Innsbruck                    | | BDA-Hist.: Q37988535 Status: Bescheid Stand der BDA-Liste: 2025-06-30 Name: Fischer-Villa GstNr.: 786/1 Fischer-Villa, Innsbruck |
| ja    | Datei hochladen | Miethaus HERIS-ID: 46347 Objekt-ID: 48227 TKK: 115873                                                                                  | Bienerstraße 21 Standort KG: Innsbruck                   | | BDA-Hist.: Q38020734 Status: Bescheid Stand der BDA-Liste: 2025-06-30 Name: Miethaus GstNr.: .1104 Bienerstraße 21, Innsbruck |
| ja    | Datei hochladen | Straßenbrücke, Universitätsbrücke HERIS-ID: 83647 Objekt-ID: 97686                                                                     | bei Blasius-Hueber-Straße 12 Standort KG: Innsbruck      | Die 1930/31 errichtete Universitätsbrücke verbindet die Innsbrucker Innenstadt mit dem Stadtteil Hötting auf der linken Seite des Inns. Die architektonische Gestaltung stammt von Franz Baumann. | BDA-Hist.: Q64026484 Status: § 2a Stand der BDA-Liste: 2025-06-30 Name: Straßenbrücke, Universitätsbrücke GstNr.: 1284, 1136/1 Universitätsbrücke Innsbruck                                                                              |
| ja    | Datei hochladen | Rudolfsbrunnen HERIS-ID: 83636 Objekt-ID: 97672 TKK: 115879                                                                            | Bozner Platz Standort KG: Innsbruck                      | Der Rudolfsbrunnen in der Mitte des Bozner Platzes wurde anlässlich des 500-jährigen Jubiläums der Vereinigung Tirols mit Österreich von 1873 bis 1877 nach Plänen von Friedrich von Schmidt errichtet. Er wird von einer überlebensgroßen Statue Rudolfs IV. von Johann Grissemann bekrönt. | BDA-Hist.: Q42533082 Status: § 2a Stand der BDA-Liste: 2025-06-30 Name: Rudolfsbrunnen GstNr.: 1055 Rudolfsbrunnen, Innsbruck |
| ja BW | Datei hochladen | Wohnhaus HERIS-ID: 45906 Objekt-ID: 47436 TKK: 81963                                                                                   | Bürgerstraße 22 Standort KG: Innsbruck                   | Das viergeschoßige, siebenachsige Wohnhaus wurde 1890–1892 erbaut. Die Fassade ist mit Putzrustika, Gesimsen und Ädikulafenstern gestaltet, in der Mittelachse befindet sich ein Rechteckportal. Das Stiegenhaus weist eine zweiarmige Treppe mit aus Voluten gebildetem Schmiedeeisengeländer auf. | BDA-Hist.: Q38018127 Status: Bescheid Stand der BDA-Liste: 2025-06-30 Name: Wohnhaus GstNr.: .990 |
| ja    | Datei hochladen | Bundesamt für Eich- und Vermessungswesen HERIS-ID: 55546 Objekt-ID: 64240 TKK: 34154                                                   | Bürgerstraße 34 Standort KG: Innsbruck                   | Das Gebäude wurde 1904 für die Finanzlandesdirektion im historistischen Stil errichtet und nach Bombenschäden des Zweiten Weltkriegs in vereinfachter Form wieder aufgebaut. Eine monumentale Rahmung mit Diamantquadern fasst das Portal mit gesprengtem Giebel über Pilastern mit der Fensterreihe des ersten Obergeschoßes und einem dreiseitigen Erker in der Mitte des zweiten Obergeschoßes zusammen. | BDA-Hist.: Q38066180 Status: Bescheid Stand der BDA-Liste: 2025-06-30 Name: Bundesamt für Eich- und Vermessungswesen GstNr.: .1204 |
| ja    | Datei hochladen | Landesforstdirektion HERIS-ID: 39325 Objekt-ID: 39071 TKK: 68853                                                                       | Bürgerstraße 36 Standort KG: Innsbruck                   | Das viergeschoßige Eckhaus zur Maximilianstraße wurde 1897/98 für die k.k. Forst- und Domänendirektion erbaut. Die abgeschrägte Ecke weist einen Breiterker mit Walmdach auf. Die Fassade ist mit verschiedenen Putzarten in Formen der Neorenaissance ornamental gestaltet. | BDA-Hist.: Q37988544 Status: § 2a Stand der BDA-Liste: 2025-06-30 Name: Landesforstdirektion GstNr.: .1077 |
| ja    | Datei hochladen | Alte Hauptwache HERIS-ID: 47022 Objekt-ID: 49450 TKK: 115880                                                                           | Burggraben 3-5 Standort KG: Innsbruck                    | Das Gebäude wurde um 1580 urkundlich als Hofstall erwähnt, später diente es als Militärdirektion, Offizierskaserne und Militärkanzlei. 1921 wurde es von der Stadt erworben und erneuert. Das langgestreckte, dreigeschoßige Gebäude stammt im Kern aus dem 16. Jahrhundert und integriert zum Burggraben hin einen Rest der alten Stadtmauer. Im Inneren befindet sich eine dreischiffige Halle, die ursprünglich als Pferdestallung diente. Das Mittelschiff weist ein Kreuzgewölbe, die Seitenschiffe ein Tonnengewölbe mit Stichkappen auf. Das Gewölbe wird von zwei Reihen mächtiger Rundpfeiler getragen. Ein Nebenraum mit Stichkappengewölbe wurde vermutlich als Sattelkammer genutzt. | BDA-Hist.: Q38025228 Status: Bescheid Stand der BDA-Liste: 2025-06-30 Name: Alte Hauptwache GstNr.: .475 Alte Hauptwache, Innsbruck |
| ja BW | Datei hochladen | Bürgerhaus HERIS-ID: 39326 Objekt-ID: 39072 TKK: 115881                                                                                | Burggraben 4 Standort KG: Innsbruck                      | Das Gebäude wurde 1531 erstmals urkundlich genannt, 1709 erweitert, aufgestockt und mit einer Kapelle versehen und in den 1920er Jahren erneut umgebaut. Die barocke Fassade mit einem ovalen Rocaillemedaillon mit einem Madonnenmosaik stammt aus der Mitte des 18. Jahrhunderts. Das hohe Rundbogenportal in der Mittelachse und die Erdbebenmauern wurden beim letzten Umbau entfernt. | BDA-Hist.: Q37988555 Status: Bescheid Stand der BDA-Liste: 2025-06-30 Name: Bürgerhaus GstNr.: .566 Burggraben 4, Innsbruck |
| ja    | Datei hochladen | Zinsvilla HERIS-ID: 31270 Objekt-ID: 28209 TKK: 115883                                                                                 | Claudiaplatz 1 Standort KG: Innsbruck                    | | BDA-Hist.: Q37941305 Status: Bescheid Stand der BDA-Liste: 2025-06-30 Name: Zinsvilla GstNr.: .1089 Claudiaplatz 1, Innsbruck |
| ja    | Datei hochladen | Wohnhaus HERIS-ID: 41559 Objekt-ID: 42076 TKK: 115884                                                                                  | Claudiaplatz 2 Standort KG: Innsbruck                    | | BDA-Hist.: Q38001662 Status: § 57-Mandatsbescheid Stand der BDA-Liste: 2025-06-30 Name: Wohnhaus GstNr.: .1112 Claudiaplatz 2, Innsbruck                                                                                                 |
| ja    | Datei hochladen | Zinsvilla HERIS-ID: 46442 Objekt-ID: 48484 TKK: 115885                                                                                 | Claudiaplatz 3 Standort KG: Innsbruck                    | | BDA-Hist.: Q38021632 Status: Bescheid Stand der BDA-Liste: 2025-06-30 Name: Zinsvilla GstNr.: .1159 Claudiaplatz 3, Innsbruck |
| ja    | Datei hochladen | Verwaltungsgebäude Bundesbahndirektion HERIS-ID: 55578 Objekt-ID: 64284 TKK: 115888                                                    | Claudiastraße 2 Standort KG: Innsbruck                   | → Hauptartikel : Bundesbahndirektion Innsbruck f1 | BDA-Hist.: Q38066312 Status: Bescheid Stand der BDA-Liste: 2025-06-30 Name: Verwaltungsgebäude Bundesbahndirektion GstNr.: .1102 Bundesbahndirektion Innsbruck                                                                           |
| ja    | Datei hochladen | Villa St. Georg HERIS-ID: 46241 Objekt-ID: 47967 TKK: 115891                                                                           | Claudiastraße 7 Standort KG: Innsbruck                   | | BDA-Hist.: Q38020123 Status: Bescheid Stand der BDA-Liste: 2025-06-30 Name: Villa St. Georg GstNr.: .1127 Villa St. Georg, Innsbruck |
| ja    | Datei hochladen | Villa HERIS-ID: 46464 Objekt-ID: 48512 TKK: 115892                                                                                     | Claudiastraße 9 Standort KG: Innsbruck                   | | BDA-Hist.: Q38021835 Status: Bescheid Stand der BDA-Liste: 2025-06-30 Name: Villa GstNr.: 950 Claudiastraße 9, Innsbruck |
| ja    | Datei hochladen | Zinsvilla HERIS-ID: 46380 Objekt-ID: 48279 TKK: 115886                                                                                 | Claudiastraße 11 Standort KG: Innsbruck                  | | BDA-Hist.: Q38020999 Status: Bescheid Stand der BDA-Liste: 2025-06-30 Name: Zinsvilla GstNr.: .1160, 773 Claudiastraße 11, Innsbruck |
| ja    | Datei hochladen | Zinsvilla HERIS-ID: 59317 Objekt-ID: 70523 TKK: 115887                                                                                 | Claudiastraße 13 Standort KG: Innsbruck                  | | BDA-Hist.: Q38086945 Status: Bescheid Stand der BDA-Liste: 2025-06-30 Name: Zinsvilla GstNr.: .1188 Claudiastraße 13, Innsbruck |
| ja    | Datei hochladen | Miethaus HERIS-ID: 39327 Objekt-ID: 39073 TKK: 115889                                                                                  | Claudiastraße 20 Standort KG: Innsbruck                  | | BDA-Hist.: Q37988565 Status: Bescheid Stand der BDA-Liste: 2025-06-30 Name: Miethaus GstNr.: 763/1 |
| ja    | Datei hochladen | Miethaus HERIS-ID: 56485 Objekt-ID: 65944 TKK: 115890                                                                                  | Claudiastraße 24 Standort KG: Innsbruck                  | | BDA-Hist.: Q38072749 Status: Bescheid Stand der BDA-Liste: 2025-06-30 Name: Miethaus GstNr.: .1090 |
| ja    | Datei hochladen | Miethaus HERIS-ID: 55522 Objekt-ID: 64212 TKK: 81978                                                                                   | Colingasse 4 Standort KG: Innsbruck                      | | BDA-Hist.: Q38066053 Status: Bescheid Stand der BDA-Liste: 2025-06-30 Name: Miethaus GstNr.: .883 |
| ja    | Datei hochladen | Zinsvilla HERIS-ID: 46898 Objekt-ID: 49217 TKK: 115894                                                                                 | Conradstraße 5 Standort KG: Innsbruck                    | | BDA-Hist.: Q38024574 Status: Bescheid Stand der BDA-Liste: 2025-06-30 Name: Zinsvilla GstNr.: .1320 Conradstraße 5, Innsbruck |
| ja    | Datei hochladen | Wohnhaus HERIS-ID: 39328 Objekt-ID: 39074 TKK: 115895                                                                                  | Conradstraße 6 Standort KG: Innsbruck                    | Das Eckhaus wurde 1900 von Josef Mayr nach dem Vorbild des 1888/89 von Otto Wagner errichteten Hauses Linke Wienzeile 38 in Wien erbaut. Über der abgerundeten Ecke befindet sich ein hoher, konkav geschwungener Attikaaufsatz, die Fassaden sind unter dem stark vorspringendem Traufgesims mit Jugendstil-Stuckdekor gestaltet. Auch die Innenräume und das Treppenhaus mit gewendelter Marmortreppe weisen florale Jugendstilmotive auf. | BDA-Hist.: Q37988575 Status: Bescheid Stand der BDA-Liste: 2025-06-30 Name: Wohnhaus GstNr.: .1119 Conradstraße 6, Innsbruck |
| ja    | Datei hochladen | Zinsvilla HERIS-ID: 46897 Objekt-ID: 49216 TKK: 115896                                                                                 | Conradstraße 7 Standort KG: Innsbruck                    | | BDA-Hist.: Q38024565 Status: Bescheid Stand der BDA-Liste: 2025-06-30 Name: Zinsvilla GstNr.: .1319 Conradstraße 7, Innsbruck |
| ja    | Datei hochladen | Wohnhaus HERIS-ID: 39329 Objekt-ID: 39075 TKK: 115893                                                                                  | Conradstraße 10 Standort KG: Innsbruck                   | Die viergeschoßige Zinsvilla wurde 1898/1899 erbaut. In der Mittelachse über dem Rundbogenportal befindet sich in den Obergeschoßen ein Breiterker auf Konsolen. Die Fassade ist mit Gesimsen, Bänderungen und Pilastern gegliedert. Die Kapitelle der Pilaster und das abschließende Friesband sind mit zartem Blütenstuck versehen, die Fenster besitzen neubarocke Umrahmungen. Innen ist das Haus über eine gerade, zweiläufige Marmortreppe erschlossen. | BDA-Hist.: Q37988587 Status: Bescheid Stand der BDA-Liste: 2025-06-30 Name: Wohnhaus GstNr.: .1121 |
| ja    | Datei hochladen | Dom und Propsteipfarrkirche hl. Jakob HERIS-ID: 55484 Objekt-ID: 64166 TKK: 38628                                                      | Domplatz Standort KG: Innsbruck                          | Die heutige barocke Dom-Pfarrkirche wurde 1717/24 nach Plänen von Johann Jakob Herkommer mit einer für ihn charakteristischen Chorkuppel erbaut. Zuvor erhoben sich hier seit der Anlage der Altstadt (ab 1180) mehrere Vorgängerbauten, deren Patrozinium zum hl. Apostel Jakob d. Ä. erstmals 1270 genannt wird. 1643 zur selbständigen Pfarre erhoben, wurde die Kirche vor allem durch ihr „Mariahilf“-Gnadenbild von Lukas Cranach d. Ä. (um 1537) berühmt. Hervorzuheben ist auch das Grabdenkmal des Deutschordens-Hochmeisters Erzherzog Maximilian III. von Österreich von Caspar Gras (1618). | BDA-Hist.: Q258578 Status: § 2a Stand der BDA-Liste: 2025-06-30 Name: Dom und Propsteipfarrkirche hl. Jakob GstNr.: .407 Dom zu St Jakob                                                                                                 |
| ja    | Datei hochladen | Barocke Platzanlage und archäologisches Fundgebiet HERIS-ID: 110561 Objekt-ID: 128267 TKK:                                             | Domplatz Standort KG: Innsbruck                          | Der früher als Friedhof genutzte Platz erhielt seine Ausdehnung im 18. Jahrhundert, die heutige Gestaltung stammt aus dem Jahr 1956. Der Platz ist auf drei Seiten von Häuserzeilen begrenzt und wird im Osten von der Fassade des Doms dominiert. Die Brunnenschale in der Mitte des Platzes ist der erhaltene Rest des Vereinigungsbrunnens, der bis 1939 auf dem Bahnhofsplatz (heute: Südtiroler Platz) stand. | BDA-Hist.: Q37819347 Status: § 2a Stand der BDA-Liste: 2025-06-30 Name: Barocke Platzanlage und archäologisches Fundgebiet GstNr.: 1039 Domplatz (Innsbruck)                                                                             |
| ja    | Datei hochladen | Brixner- bzw. Stamserhaus HERIS-ID: 55472 Objekt-ID: 64153 TKK: 83608                                                                  | Domplatz 2 Standort KG: Innsbruck                        | Das im Kern aus dem 17. Jahrhundert stammende und im 19. Jahrhundert umgebaute Gebäude ist in vier Flügeln um einen rechteckigen Innenhof angelegt. Die drei Mittelachsen des Vordertraktes sind hof- und straßenseitig als Risalit ausgebildet. Die Erdgeschoße der Seitentrakte wiesen ursprünglich Arkaden auf. Das Innere hat durch den Umbau zu Mietwohnungen seinen ursprünglichen Charakter verloren. | BDA-Hist.: Q38065787 Status: § 2a Stand der BDA-Liste: 2025-06-30 Name: Brixner- bzw. Stamserhaus GstNr.: .401 Brixnerhaus/Stamserhaus, Innsbruck                                                                                        |
| ja    | Datei hochladen | Altes Kaiserspital / Brixnerhaus / Mösleinhaus HERIS-ID: 39330 Objekt-ID: 39076 TKK: 83593                                             | Domplatz 3 Standort KG: Innsbruck                        | Das 1369 erstmals erwähnte Gebäude stammt im Kern aus dem 14. Jahrhundert. Im zweiten Viertel des 15. Jahrhunderts wurde es umgebaut und erhielt ein gotisches Spitzbogenportal, im 19. Jahrhundert wurde das dritte Obergeschoß aufgesetzt. Die Hauptfront weist zum Domplatz, die Rückfront, die die ehemalige Stadtmauer integriert, zum Herzog-Otto-Ufer. Im Inneren hat sich eine geräumige, kreuzgewölbte Halle erhalten. | BDA-Hist.: Q37988597 Status: Bescheid Stand der BDA-Liste: 2025-06-30 Name: Altes Kaiserspital / Brixnerhaus / Mösleinhaus GstNr.: .402 Altes Kaiserspital/Brixnerhaus/Mösleinhaus, Domplatz 3, Innsbruck                                |
| ja    | Datei hochladen | Ehem. Gefängnis HERIS-ID: 55473 Objekt-ID: 64154 TKK: 115899                                                                           | Domplatz 4 Standort KG: Innsbruck                        | Das Haus war an den Kräuterturm, den nördlichen Eckturm der Stadtmauer, angebaut und diente von 1514 bis 1889 als Gefangenenhaus. Beim Abbruch des Turms 1890 wurde auch ein Teil des Hauses abgerissen und durch ein dem alten Grundriss folgendes Wohnhaus ersetzt. Nur noch die Außenmauern sind alter Bestand, das Innere wurde vollkommen umgebaut. Die Fassade zum Domplatz weist eine kräftige Erdbebenmauer aus Nagelfluhquadern und im dritten Obergeschoß sichtbare Mauerschließen auf. | BDA-Hist.: Q38065797 Status: § 2a Stand der BDA-Liste: 2025-06-30 Name: Ehem. Gefängnis GstNr.: .403/1 Domplatz 4 (former prison), Innsbruck                                                                                             |
| ja    | Datei hochladen | Wohn- und Geschäftshaus HERIS-ID: 55474 Objekt-ID: 64155 TKK: 115900                                                                   | Domplatz 4 Standort KG: Innsbruck                        | | BDA-Hist.: Q38065806 Status: § 2a Stand der BDA-Liste: 2025-06-30 Name: Wohn- und Geschäftshaus GstNr.: .403/2, .403/1 |
| ja BW | Datei hochladen | Bischöfliches Wohnhaus HERIS-ID: 55475 Objekt-ID: 64156 TKK: 115900                                                                    | Domplatz 5 Standort KG: Innsbruck                        | Das im Kern aus dem 16. Jahrhundert stammende Gebäude wurde urkundlich 1551 als Organistenhaus genannt, diente im 18. Jahrhundert als Singschule und wurde 1962/1963 umgebaut. Der viergeschoßige, neunachsige Bau mit Satteldach weist an der Fassade zum Domplatz ein Korbbogenportal und einen im Korbbogen geschlossenen Durchgang zur Herrengasse auf. Die spätgotischen Fensteröffnungen sind mit Gittern versehen. | BDA-Hist.: Q38065815 Status: § 2a Stand der BDA-Liste: 2025-06-30 Name: Bischöfliches Wohnhaus GstNr.: .404, 409 Domplatz 5, Innsbruck                                                                                                   |
| ja    | Datei hochladen | Propstei HERIS-ID: 55476 Objekt-ID: 64157 TKK: 83607                                                                                   | Domplatz 6 Standort KG: Innsbruck                        | Das Pfarrhaus, das vermutlich eines der ältesten gemauerten Gebäude am Pfarrplatz war, wurde Ende des 17. Jahrhunderts vergrößert und mit dem östlichen Nachbarhaus vereint. Der heutige viergeschoßige Bau weist ein frühbarockes, im Stichbogen geschlossenes Nagelfluhportal mit Pilasterumrahmung und Segmentgiebelbekrönung und eine neuzeitliche Fassadengestaltung mit Gesimsbändern und Faschenrahmen auf. Im Inneren finden sich ein Erdgeschoßflur mit zartem Kreuzgratgewölbe und im dritten Obergeschoß ein Saal mit barocker Stuckdekoration. | BDA-Hist.: Q38065826 Status: § 2a Stand der BDA-Liste: 2025-06-30 Name: Propstei GstNr.: .405, 410 |
| ja    | Datei hochladen | Priesterhaus HERIS-ID: 107197 Objekt-ID: 124478 TKK: 83609                                                                             | Domplatz 7, 7a Standort KG: Innsbruck                    | Das Benefiziatenhaus wurde ab 1676 anstelle eines kleinen Holzhauses an das aus maximilianischer Zeit stammenden Rondell in der Stadtmauer angebaut. Im 19. Jahrhundert wurden mehrere Bauteile zu einer zwölfachsigen Fassade zusammengefasst. Im Inneren finden sich barocke Tonnen- und Kreuzgewölbe und eine quadratische, kreuzgewölbte Halle mit Mittelsäule. An der Nordseite befindet sich das gotische Festungsrondell mit Stichkappengewölbe und Gratnetz aus der Zeit um 1490. | BDA-Hist.: Q37809580 Status: § 2a Stand der BDA-Liste: 2025-06-30 Name: Priesterhaus GstNr.: .406 Priesterhaus Domplatz 7 & 7a, Innsbruck                                                                                                |
| ja BW | Datei hochladen | Seminar, ehem. Benefiziatenhaus HERIS-ID: 55477 Objekt-ID: 64158 TKK: 115897                                                           | Domplatz 10 Standort KG: Innsbruck                       | Das viergeschoßige Haus wurde im 18. Jahrhundert errichtet, daran angebaut ist ein gotisches Stöcklgebäude mit Treppenturm aus dem 15./16. Jahrhundert, dessen Seitenfront in der Breite von vier Achsen an die Rückfront des Hauptgebäudes anschließt. An der Hauptfront befindet sich ein rechteckiges Steinportal. | BDA-Hist.: Q38065836 Status: § 2a Stand der BDA-Liste: 2025-06-30 Name: Seminar, ehem. Benefiziatenhaus GstNr.: .415 |
| ja BW | Datei hochladen | Wohn- und Geschäftshaus HERIS-ID: 55478 Objekt-ID: 64159 TKK: 115898                                                                   | Domplatz 11 Standort KG: Innsbruck                       | Das seit 1477 urkundlich belegte Gebäude stammt im Kern aus dem 15. Jahrhundert und wurde im 19. Jahrhundert umgebaut. Das fünfgeschoßige Eckhaus weist eine dreiachsige Giebelfront zur Pfarrgasse und eine fünfachsige Eingangsfront zum Domplatz auf. An der Fassade befinden sich Erdbebenstützen aus Nagelfluhquadern und ein dreigeschoßiger Erker. Im Erdgeschoß haben sich Reste eines kreuzgewölbten Flures, ein schmaler tonnengewölbter Gang zum Hof und ein tonnengewölbter Raum mit abgefastem Rundbogenfenster aus dem 15. Jahrhundert erhalten. | BDA-Hist.: Q38065846 Status: § 2a Stand der BDA-Liste: 2025-06-30 Name: Wohn- und Geschäftshaus GstNr.: .416 |
| ja    | Datei hochladen | Widum Dreiheiligen HERIS-ID: 55571 Objekt-ID: 64277 TKK: 83556                                                                         | Dreiheiligenstraße 10 Standort KG: Innsbruck             | Der im Kern spätmittelalterliche Widum ist ein dreigeschoßiger Bau mit Krüppelwalmdach, regelmäßiger Fassadengliederung und korbbogigen Portalöffnungen. Das Fassadenfresko aus der Mitte des 18. Jahrhunderts zeigt die drei Pestheiligen Pirmin, Sebastian und Rochus. | BDA-Hist.: Q38066259 Status: § 2a Stand der BDA-Liste: 2025-06-30 Name: Widum Dreiheiligen GstNr.: 453/1 Widum Dreiheiligen |
| ja    | Datei hochladen | Kath. Pfarrkirche hll. Pirmin, Rochus und Sebastian mit ehem. Friedhof in Dreiheiligen HERIS-ID: 55575 Objekt-ID: 64281 TKK: 115905    | neben Dreiheiligenstraße 10 Standort KG: Innsbruck       | Die Kirche wurde 1612/13 als Erfüllung eines Gelöbnisses angesichts der Pest errichtet und im 19. Jahrhundert erweitert und mit einer neuromanischen Fassade versehen. Die Inneneinrichtung ist im Rokokostil gestaltet. | BDA-Hist.: Q20266923 Status: § 2a Stand der BDA-Liste: 2025-06-30 Name: Kath. Pfarrkirche hll. Pirmin, Rochus und Sebastian mit ehem. Friedhof in Dreiheiligen GstNr.: .681, 449 Dreiheiligenkirche                                      |
| ja    | Datei hochladen | Bürgerhaus, „Norerpalais“ samt Garteneinfriedung, Steinplastik und Wandbild HERIS-ID: 83726 Objekt-ID: 97768 TKK: 125993seit 2019      | Dreiheiligenstraße 27 Standort KG: Innsbruck             | Das dreigeschoßige späthistoristische Eckhaus wurde 1898–1900 von Anton Norer errichtet. An der Hauptfassade zur Straße und an der Seitenfassade zum Garten befindet sich je ein zweigeschoßiger Breiterker mit abgerundeten Ecken. Die beiden rechten Achsen der Hauptfront werden von einem geschwungenen Giebel mit Mansardenfenster bekrönt. Die Fassaden sind mit Kordongesimsen und horizontalen Sturzgesimse über hohen Keilsteinen gegliedert und mit Kartuschendekor und einer Frieszone mit Volutenkonsolen geschmückt. Das Keramikwandbild am Zubau wurde 1960 von Max Spielmann geschaffen. | BDA-Hist.: Q99518688 Status: Bescheid Stand der BDA-Liste: 2025-06-30 Name: Bürgerhaus, „Norerpalais“ samt Garteneinfriedung, Steinplastik und Wandbild GstNr.: .697/2, 500/2, 502/6 Norerpalais, Innsbruck                              |
| ja BW | Datei hochladen | Ereignisdenkmal 600-Jahr-Feier der Zugehörigkeit Tirols zu Österreich 1363–1963 HERIS-ID: 83748 Objekt-ID: 97791 TKK: 115907           | Eduard-Wallnöfer-Platz Standort KG: Innsbruck            | Das von Josef Bachlechner dem Jüngeren geschaffene Denkmal wurde 1963 anlässlich der 600-Jahr-Feier der Zugehörigkeit Tirols zu Österreich im Auftrag des Landes errichtet. Es zeigt auf einem langgestreckten Steinsockel in Bronze links das Siegel Margarete Maultaschs und daneben kleiner die Siegel und Namen der anderen Fürsten, die die Urkunde der Übergabe Tirols an die Habsburger bestätigt hatten. | BDA-Hist.: Q38181271 Status: § 2a Stand der BDA-Liste: 2025-06-30 Name: Ereignisdenkmal 600-Jahr-Feier der Zugehörigkeit Tirols zu Österreich 1363–1963 GstNr.: 320 Denkmal 600 Jahre Zugehörigkeit Tirols zu Österreich                 |
| ja    | Datei hochladen | Franzosendenkmal/Befreiungsdenkmal HERIS-ID: 86000 Objekt-ID: 100266 TKK: 115908                                                       | Eduard-Wallnöfer-Platz Standort KG: Innsbruck            | Das Denkmal, das allen, die für die Freiheit Österreichs gestorben sind, gewidmet ist, wurde 1946 bis 1948 auf Initiative und auf Kosten der französischen Besatzungsmacht nach Plänen von Jean Pascaud errichtet. Der mit weißem Marmor verkleidete Torbau wird von einem in Kupfer getriebenen Tiroler Adler nach einem Entwurf von Emmerich Kerle bekrönt. Die Gitter in den Toröffnungen zeigen kreuzförmig angeordnet die Wappen der neun Bundesländer. | BDA-Hist.: Q814224 Status: § 2a Stand der BDA-Liste: 2025-06-30 Name: Franzosendenkmal/Befreiungsdenkmal GstNr.: 320 Befreiungsdenkmal (Innsbruck)                                                                                       |
| ja    | Datei hochladen | Neues Landhaus HERIS-ID: 81450 Objekt-ID: 95221 TKK: 83599                                                                             | Eduard-Wallnöfer-Platz 3 Standort KG: Innsbruck          | Das Neue Landhaus schließt an den südlichen Seitenflügel des Alten Landhauses an. Es wurde 1938/1939 als Verwaltungssitz („Gauhaus“) für den neu eingerichteten Gau Tirol-Vorarlberg im neoklassizistischen Stil erbaut und sollte Teil eins nie realisierten „Gauforums“ werden. | BDA-Hist.: Q1980337 Status: § 2a Stand der BDA-Liste: 2025-06-30 Name: Neues Landhaus GstNr.: .1566/1 Neues Landhaus (Innsbruck) |
| ja    | Datei hochladen | Villa HERIS-ID: 46379 Objekt-ID: 48278 TKK: 115910                                                                                     | Elisabethstraße 3 Standort KG: Innsbruck                 | Die zweigeschoßige Villa Fiegl wurde 1904 im Heimatstil errichtet. Die Fassade ist durch übergiebelte Risalite, Erker, Veranden und einen Eckturm gegliedert und weist unterschiedliche Baumaterialien wie Breccie, Klinker und Putz sowie barockisierende Schmuckelemente wie Kartuschen, Medaillons, geschwungene Bekrönungen der Fenster im ersten Obergeschoß, Masken und Blattdekor auf. Im Inneren haben sich die großzügigen Raumstruktur, die originalen Fenster und Türen und die variationsreichen Stuckdecken in den Wohnräumen erhalten. | BDA-Hist.: Q38020990 Status: Bescheid Stand der BDA-Liste: 2025-06-30 Name: Villa GstNr.: .1201 Villa Elisabethstraße 3 |
| ja    | Datei hochladen | Wohn- und Geschäftshaus HERIS-ID: 39332 Objekt-ID: 39078 TKK: 83613                                                                    | Erlerstraße 10 Standort KG: Innsbruck                    | Das viergeschoßige Eckhaus wurde 1875 als Wohn- und Geschäftsgebäude erbaut. Die Mittelachsen sind als seichte Risalite ausgebildet und von einer Attikabalustrade abgeschlossen. An der Ecke befindet sich ein über drei Geschoße reichender Erker. Die Fassaden sind frühhistoristisch mit Gesimsen, Lisenen und plastische Dekorelemente an den Fenstern gegliedert. | BDA-Hist.: Q37988606 Status: Bescheid Stand der BDA-Liste: 2025-06-30 Name: Wohn- und Geschäftshaus GstNr.: .874 |
| ja    | Datei hochladen | Wohnhaus HERIS-ID: 44201 Objekt-ID: 44917 TKK: 83600                                                                                   | Erzherzog-Eugen-Straße 5 Standort KG: Innsbruck          | | BDA-Hist.: Q38007517 Status: Bescheid Stand der BDA-Liste: 2025-06-30 Name: Wohnhaus GstNr.: .1305 Erzherzog-Eugen-Straße 5, Innsbruck                                                                                                   |
| ja    | Datei hochladen | Kath. Pfarrkirche Unbefleckte Empfängnis HERIS-ID: 55587 Objekt-ID: 64297 TKK: 115913                                                  | Erzherzog-Eugen-Straße 8 Standort KG: Innsbruck          | Die Kirche wurde 1964–1967 nach Plänen von Walter Anton Schwaighofer errichtet. Das zweigeschoßige Gebäude über gestrecktem sechseckigem Grundriss beherbergt im Untergeschoß Kapelle und Pfarrsaal, im Obergeschoß den Kirchenraum, der über eine östlich vorgelagerte Eingangsrampe erreicht wird. Nördlich an die Rampe schließt der Turm an, der im Untergeschoß die Taufkapelle beherbergt. Die Fassaden der Stahlbetonkonstruktion sind weitgehend ungegliedert. Der hohe Saalraum mit schwerer Faltdecke aus Holz fällt zum Altarbereich hin ab und wird im Norden und Süden von Nebenräumen flankiert. Der Altarraum ist durch Stufen abgesetzt und wird durch seitliche Lichtschlitze indirekt beleuchtet. Die Betonglasfenster wurden 1959 von Norbert Drexel entworfen, das Mosaik an der Altarwand mit Darstellung der sieben Sakramente 1979 von Benedikt Schmitz. | BDA-Hist.: Q38066378 Status: § 2a Stand der BDA-Liste: 2025-06-30 Name: Kath. Pfarrkirche Unbefleckte Empfängnis GstNr.: .1668 Liebfrauenkirche, Innsbruck                                                                               |
| ja    | Datei hochladen | Miethaus HERIS-ID: 4846 Objekt-ID: 704 TKK: 10099                                                                                      | Erzherzog-Eugen-Straße 9 Standort KG: Innsbruck          | | BDA-Hist.: Q38086671 Status: Bescheid Stand der BDA-Liste: 2025-06-30 Name: Miethaus GstNr.: .1306 Erzherzog-Eugen-Straße 9, Innsbruck                                                                                                   |
| ja    | Datei hochladen | Wohnhaus HERIS-ID: 39334 Objekt-ID: 39080 TKK: 115911                                                                                  | Erzherzog-Eugen-Straße 17 Standort KG: Innsbruck         | | BDA-Hist.: Q37988616 Status: Bescheid Stand der BDA-Liste: 2025-06-30 Name: Wohnhaus GstNr.: .1321 Erzherzog-Eugen-Straße 17, Innsbruck                                                                                                  |
| ja BW | Datei hochladen | Ehem. Trainkaserne HERIS-ID: 59741 Objekt-ID: 71305 TKK: 115912                                                                        | Erzherzog-Eugen-Straße 46 Standort KG: Innsbruck         | Das Gebäude wurde 1899–1901 nach Plänen von Eduard Klingler von der Stadt Innsbruck als Kaserne für die Kavallerie erbaut und wird seit 1921 für Sozialwohnungen genutzt. Das langgestreckte, dreigeschoßiges Gebäude weist einen dreiachsigen Mittelrisalit und einachsige Eckrisalite auf. In der mittleren Achse befindet sich ein monumentales Säulenportal mit gesprengtem Giebel, über den seitlichen Risalitachsen sechseckige Türmchen. | BDA-Hist.: Q38088511 Status: § 2a Stand der BDA-Liste: 2025-06-30 Name: Ehem. Trainkaserne GstNr.: 960/4 Ehemalige Trainkaserne, Innsbruck                                                                                               |
| ja    | Datei hochladen | Villa HERIS-ID: 46346 Objekt-ID: 48226 TKK: 115914                                                                                     | Falkstraße 1 Standort KG: Innsbruck                      | | BDA-Hist.: Q38020723 Status: Bescheid Stand der BDA-Liste: 2025-06-30 Name: Villa GstNr.: 844/1 Falkstraße 1, Innsbruck |
| ja    | Datei hochladen | Villa HERIS-ID: 46411 Objekt-ID: 48411 TKK: 115923                                                                                     | Falkstraße 6 Standort KG: Innsbruck                      | | BDA-Hist.: Q38021287 Status: Bescheid Stand der BDA-Liste: 2025-06-30 Name: Villa GstNr.: 793/1 Falkstraße 6, Innsbruck |
| ja    | Datei hochladen | Villa HERIS-ID: 46418 Objekt-ID: 48418 TKK: 83594                                                                                      | Falkstraße 7 Standort KG: Innsbruck                      | | BDA-Hist.: Q38021357 Status: Bescheid Stand der BDA-Liste: 2025-06-30 Name: Villa GstNr.: 822 Falkstraße 7, Innsbruck |
| ja    | Datei hochladen | Villa HERIS-ID: 46383 Objekt-ID: 48283 TKK: 115924                                                                                     | Falkstraße 8 Standort KG: Innsbruck                      | Die zweigeschoßige Villa im Neorenaissancestil wurde 1896 errichtet. Die Fassaden sind symmetrisch gegliedert, die Westfassade zur Falkstraße weist einen dreiseitig gebrochenen erkerartigen Mittelrisalit, die fünfachsige Südfassade einen loggienartigen, verglasten Breiterker auf. An der Ostseite befindet sich eine Loggia mit Gartentreppe. Das Innere wird durch eine zweiarmige Treppe mit Marmorstufen, Terrazzopodesten und barockisierendem Schmiedeeisengeländer erschlossen. | BDA-Hist.: Q38021029 Status: Bescheid Stand der BDA-Liste: 2025-06-30 Name: Villa GstNr.: 787/2 Falkstraße 8, Innsbruck |
| ja    | Datei hochladen | Villa HERIS-ID: 46417 Objekt-ID: 48417 TKK: 115925                                                                                     | Falkstraße 9 Standort KG: Innsbruck                      | | BDA-Hist.: Q38021346 Status: Bescheid Stand der BDA-Liste: 2025-06-30 Name: Villa GstNr.: .1017 Falkstraße 9, Innsbruck |
| ja    | Datei hochladen | Villa HERIS-ID: 46367 Objekt-ID: 48260 TKK: 115915                                                                                     | Falkstraße 11 Standort KG: Innsbruck                     | | BDA-Hist.: Q38020890 Status: Bescheid Stand der BDA-Liste: 2025-06-30 Name: Villa GstNr.: 797 Falkstraße 11, Innsbruck |
| ja    | Datei hochladen | Villa HERIS-ID: 46410 Objekt-ID: 48410 TKK: 115916                                                                                     | Falkstraße 16 Standort KG: Innsbruck                     | | BDA-Hist.: Q38021277 Status: Bescheid Stand der BDA-Liste: 2025-06-30 Name: Villa GstNr.: .1157 Falkstraße 16, Innsbruck |
| ja    | Datei hochladen | Villa HERIS-ID: 46419 Objekt-ID: 48419 TKK: 115917                                                                                     | Falkstraße 17 Standort KG: Innsbruck                     | | BDA-Hist.: Q38021367 Status: Bescheid Stand der BDA-Liste: 2025-06-30 Name: Villa GstNr.: .1059 Falkstraße 17, Innsbruck |
| ja    | Datei hochladen | Villa Harmonia (mit Garteneinfassung) HERIS-ID: 46420 Objekt-ID: 48420 TKK: 115918                                                     | Falkstraße 18 Standort KG: Innsbruck                     | | BDA-Hist.: Q38021386 Status: Bescheid Stand der BDA-Liste: 2025-06-30 Name: Villa Harmonia (mit Garteneinfassung) GstNr.: .1190, 742/6 Villa Harmonia, Innsbruck                                                                         |
| ja    | Datei hochladen | Heim Exl (mit Garteneinfriedung) HERIS-ID: 46412 Objekt-ID: 48412 TKK: 115919                                                          | Falkstraße 19 Standort KG: Innsbruck                     | | BDA-Hist.: Q38021297 Status: Bescheid Stand der BDA-Liste: 2025-06-30 Name: Heim Exl (mit Garteneinfriedung) GstNr.: .1131, 768/1 Heim Exl, Innsbruck                                                                                    |
| ja    | Datei hochladen | Villa Hebenstreit mit Garteneinfassung (ehem. Kloster der Don Bosco Schwestern) HERIS-ID: 55579 Objekt-ID: 64285 TKK: 36915            | Falkstraße 21 Standort KG: Innsbruck                     | Die zweigeschoßige Villa wurde 1900 von der Firma Johann Huter und Söhne für den k.k. Statthaltereivizepräsidenten Benedikt Ritter von Hebenstreit erbaut. Der Entwurf wird Eduard Klingler zugeschrieben. Die Fassaden der neubarocken Villa sind mit übergiebelten Risaliten, Pilastern und reich stuckierten Fensterumrahmungen gestaltet. Die originale Garteneinfassung an den Straßenseiten besteht aus barockisierenden Schmiedeeisengittern über niederem Mauersockel zwischen gemauerten Pfeilern mit profilierten Steinabschlüssen. Auch als Balkonbrüstung und an den Haustüren finden sich aufwändige Schmiedeeisenarbeiten. | BDA-Hist.: Q38066322 Status: Bescheid Stand der BDA-Liste: 2025-06-30 Name: Villa Hebenstreit mit Garteneinfassung (ehem. Kloster der Don Bosco Schwestern) GstNr.: 740/1 Villa Hebenstreit                                              |
| ja    | Datei hochladen | Villa HERIS-ID: 46416 Objekt-ID: 48416 TKK: 115920                                                                                     | Falkstraße 25 Standort KG: Innsbruck                     | Die zweigeschoßige Villa wurde 1904 von Jacob Norer erbaut, 1946 wurde das Dachgeschoß ausgebaut. Die Fassaden sind symmetrisch mit Mittelrisaliten gegliedert, der reiche, barockisierende Baudekor steht teilweise schon an der Schwelle zur typischen Jugendstilornamentik. Das Innere wird durch eine zweiarmige gerade Marmortreppe mit ornamentiertem Jugendstil-Gusseisengeländer erschlossen. | BDA-Hist.: Q38021336 Status: Bescheid Stand der BDA-Liste: 2025-06-30 Name: Villa GstNr.: 738/2 Falkstraße 25, Innsbruck |
| ja    | Datei hochladen | Pfarrhaus Saggen HERIS-ID: 12008 Objekt-ID: 8141 TKK: 115921                                                                           | Falkstraße 26 Standort KG: Innsbruck                     | Das Pfarrhaus an einer platzförmigen Straßenkreuzung wurde 1951 nach Plänen von Lois Welzenbacher errichtet. Es handelt sich um den letzten verwirklichten und einen der wenigen weitgehend unverändert erhaltenen Bauten Welzenbachers. Das Gebäude beherbergt Pfarrbüro, Pfarrerswohnung, Studentenunterkunft und Jugendheim. Die Giebelseite ist feuermauerartig hochgezogen und bis auf ein kreisrundes Ochsenauge im Giebel und die erkerartig hervortretende Hauskapelle ungegliedert, an der Südseite befinden sich zwei Balkone. Der Vorhof ist als Kreuzgang gestaltet, im Inneren finden sich architektonische Details wie trichterförmige, rundbogig geschlossene Türlaibungen und abgetreppte Konsolen. | BDA-Hist.: Q38119604 Status: Bescheid Stand der BDA-Liste: 2025-06-30 Name: Pfarrhaus Saggen GstNr.: 641/1 |
| ja    | Datei hochladen | Villa mit straßenseitiger Garteneinfassung HERIS-ID: 55601 Objekt-ID: 64322 TKK: 34153                                                 | Falkstraße 27 Standort KG: Innsbruck                     | | BDA-Hist.: Q38066509 Status: Bescheid Stand der BDA-Liste: 2025-06-30 Name: Villa mit straßenseitiger Garteneinfassung GstNr.: .1192, 738/1 Villa Schneider, Innsbruck                                                                   |
| ja    | Datei hochladen | Heimatstilvilla (mit Garteneinfriedung) HERIS-ID: 46366 Objekt-ID: 48259 TKK: 115922                                                   | Falkstraße 37 Standort KG: Innsbruck                     | | BDA-Hist.: Q38020880 Status: Bescheid Stand der BDA-Liste: 2025-06-30 Name: Heimatstilvilla (mit Garteneinfriedung) GstNr.: 672/2 Falkstraße 37, Innsbruck                                                                               |
| ja    | Datei hochladen | Bauernhaus HERIS-ID: 45393 Objekt-ID: 46719 TKK: 123452                                                                                | Fallbachgasse 9 Standort KG: Innsbruck                   | Das zweigeschoßige Bauernhaus mit hakenförmigem Grundriss geht im Kern ins 16. Jahrhundert zurück. Es weist einen vierseitigen polygonalen Eckerker und kräftige Nagelfluh-Stützpfeiler auf. An der Eingangsfassade befindet sich ein im Rundbogen geschlossenes, abgefastes Nagelfluhportal. | BDA-Hist.: Q38015530 Status: Bescheid Stand der BDA-Liste: 2025-06-30 Name: Bauernhaus GstNr.: 23/1 |
| ja    | Datei hochladen | Bürgerhaus HERIS-ID: 69071 Objekt-ID: 82117 TKK: 115926                                                                                | Fallmerayerstraße 2 Standort KG: Innsbruck               | Das viergeschoßige Eckhaus wurde 1876 von der Firma Johann Huter & Söhne als Zinshaus für die Sparkasse Innsbruck erbaut. Die streng historistische Fassade weist einen dreigeschoßigen Breiterker und Risalite auf und ist mit Quaderfugen und Putzbänderung gegliedert. Im Inneren befinden sich ein kreuzgewölbter Flur mit Gurtbogen und ein Stiegenhaus mit zweiarmiger Steintreppe und massiver Spindelwand. | BDA-Hist.: Q38121394 Status: § 2a Stand der BDA-Liste: 2025-06-30 Name: Bürgerhaus GstNr.: .842 |
| ja    | Datei hochladen | Wohn- und Geschäftshaus HERIS-ID: 83962 Objekt-ID: 98022 TKK: 81834                                                                    | Fallmerayerstraße 5 Standort KG: Innsbruck               | Das viergeschoßige Wohnhaus wurde 1876 von der Firma Johann Huter & Söhne errichtet. Die Fassade ist mit Risaliten und einem dreigeschoßigen Breiterker mit bekrönender Attikabalustrade gestaltet. Im Inneren befinden sich ein kreuzgewölbter Flur mit Gurtbogen und ein Stiegenhaus mit einarmiger Wendeltreppe mit Gusseisengeländer. | BDA-Hist.: Q38181748 Status: § 2a Stand der BDA-Liste: 2025-06-30 Name: Wohn- und Geschäftshaus GstNr.: .832 |
| ja BW | Datei hochladen | Bundesoberstufenrealgymnasium – BORG HERIS-ID: 55527 Objekt-ID: 64217 TKK: 46476                                                       | Fallmerayerstraße 7 Standort KG: Innsbruck               | Das 1875/76 errichtete Schulgebäude ist ein freistehender dreigeschoßiger Neorenaissancebau über einem E-förmigen Grundriss, der mit Eckrisaliten, Rustika, Quaderputz und Gesimsen gegliedert ist. Die Vorhalle wurde 1957 hinzugefügt, sie ist mit Wandbildern von Max Spielmann versehen. In den Eckrisaliten befinden sich zwei monumentale Stiegenhäuser mit einer dreiarmigen Marmortreppe. | BDA-Hist.: Q796863 Status: Bescheid Stand der BDA-Liste: 2025-06-30 Name: Bundesoberstufenrealgymnasium – BORG GstNr.: 1137/3 BORG Innsbruck                                                                                             |
| ja    | Datei hochladen | Kriegerdenkmal, Denkmal an die gefallenen Lehrer HERIS-ID: 83964 Objekt-ID: 98024 TKK: 46478                                           | Fallmerayerstraße 7 Standort KG: Innsbruck               | Nördlich des BORG steht zurückversetzt das Denkmal für die gefallenen Lehrer, das 1923 von Clemens Holzmeister entworfen und 1956/58 nach seinen Plänen erweitert wurde. Auf einer Stufenanlage mit künstlerisch gestalteter Absperrung steht ein steinerner Sarkophag. Dahinter befindet sich eine Betonwand mit den Namen der gefallenen Lehrer und Lehrerinnen. | BDA-Hist.: Q38181759 Status: Bescheid Stand der BDA-Liste: 2025-06-30 Name: Kriegerdenkmal, Denkmal an die gefallenen Lehrer GstNr.: 1137/3                                                                                              |
| ja BW | Datei hochladen | Miethaus, Gasthaus HERIS-ID: 55528 Objekt-ID: 64218 TKK: 81836                                                                         | Fallmerayerstraße 8 Standort KG: Innsbruck               | Das viergeschoßige Eckhaus zur Anichstraße wurde 1882–1883 nach Plänen von Josef Spörr im Neorenaissancestil erbaut. Die Fassade ist mit Risaliten, Ortsteinbänderung, Putzbänderung und durchgehenden Gesimsen gegliedert. Im Inneren finden sich ein zweijochiges, kreuzgewölbtes Vestibül und ein Stiegenhaus mit einarmiger gewendeter Treppe. | BDA-Hist.: Q38066069 Status: § 2a Stand der BDA-Liste: 2025-06-30 Name: Miethaus, Gasthaus GstNr.: .928 |
| ja    | Datei hochladen | Villa Scala (mit Garteneinfassung) HERIS-ID: 45857 Objekt-ID: 47328 TKK: 115938                                                        | Gänsbacherstraße 6 Standort KG: Innsbruck                | Die 1899 errichtete Villa Scala ist die einzige Saggenvilla im englischen Tudorstil. Der zweigeschoßige Bau über hakenförmigem Grundriss weist mit Biberschwanz gedeckte Satteldächer auf. Die Fassade ist mit gelängten, abwechslungsreich gruppierten, kleinteilig verglasten Fenstern in Steinlaibungen und mehrgeschoßige Erker gestaltet. Der stark vorspringende, übergiebelte Gebäudeteil im Süden weist einen zweigeschoßigen erkerartigen Vorbau auf, der sich zu einer Terrasse mit Treppe zum Garten öffnet. Die originale Garteneinfassung besteht aus einer Quaderbrüstung mit gebänderten Eingangspfeilern. | BDA-Hist.: Q38017853 Status: § 57-Mandatsbescheid Stand der BDA-Liste: 2025-06-30 Name: Villa Scala (mit Garteneinfassung) GstNr.: .1125, 778/1 Villa Scala, Innsbruck                                                                   |
| ja    | Datei hochladen | Villa HERIS-ID: 23218 Objekt-ID: 19567 TKK: 115939                                                                                     | Gänsbacherstraße 7 Standort KG: Innsbruck                | | BDA-Hist.: Q37874986 Status: Bescheid Stand der BDA-Liste: 2025-06-30 Name: Villa GstNr.: .1129 Villa Rosina, Innsbruck |
| ja    | Datei hochladen | Villa HERIS-ID: 59915 Objekt-ID: 71595 TKK: 115937                                                                                     | Gänsbacherstraße 11 Standort KG: Innsbruck               | | BDA-Hist.: Q38089153 Status: Bescheid Stand der BDA-Liste: 2025-06-30 Name: Villa GstNr.: .1185, 766 Gänsbacherstraße 11, Innsbruck |
| ja BW | Datei hochladen | Ehem. Volksschule Gilmschule HERIS-ID: 32224 Objekt-ID: 29293 TKK: 16839                                                               | Gilmstraße 4 Standort KG: Innsbruck                      | Die Gilmschule wurde 1868/69 nach Plänen von Jacob Norer im neugotischen Stil errichtet. Das Gebäude weist ein Spitzbogenportal und gotisierende Fensterrahmungen auf. Über der Mittelachse erhebt sich ein von Fialen flankiertes Glockentürmchen über einer großen Uhr. Das große dreiteilige Fenster im ersten Obergeschoß wird von einem Spitzbogen umrahmt, im Tympanon ist das Stadtwappen in einem Dreipassfeld dargestellt. | BDA-Hist.: Q37946904 Status: Bescheid Stand der BDA-Liste: 2025-06-30 Name: Ehem. Volksschule Gilmschule GstNr.: .952 Gilmschule (Innsbruck)                                                                                             |
| ja    | Datei hochladen | Wohnhaus HERIS-ID: 46107 Objekt-ID: 47769 TKK: 115941                                                                                  | Goethestraße 13 Standort KG: Innsbruck                   | | BDA-Hist.: Q38019272 Status: Bescheid Stand der BDA-Liste: 2025-06-30 Name: Wohnhaus GstNr.: .1224 Goethestraße 13, Innsbruck |
| ja    | Datei hochladen | Miethaus HERIS-ID: 46486 Objekt-ID: 48552 TKK: 115942                                                                                  | Goethestraße 15 Standort KG: Innsbruck                   | | BDA-Hist.: Q38021972 Status: Bescheid Stand der BDA-Liste: 2025-06-30 Name: Miethaus GstNr.: .1247 Goethestraße 15, Innsbruck |
| ja    | Datei hochladen | Miethaus HERIS-ID: 46847 Objekt-ID: 49119 TKK: 115945                                                                                  | Grillparzerstraße 3 Standort KG: Innsbruck               | | BDA-Hist.: Q38024183 Status: Bescheid Stand der BDA-Liste: 2025-06-30 Name: Miethaus GstNr.: .695/3 Grillparzerstraße 3, Innsbruck |
| ja    | Datei hochladen | Miethaus HERIS-ID: 45748 Objekt-ID: 47172 TKK: 115946                                                                                  | Grillparzerstraße 4 Standort KG: Innsbruck               | | BDA-Hist.: Q38017394 Status: Bescheid Stand der BDA-Liste: 2025-06-30 Name: Miethaus GstNr.: 502/7 Grillparzerstraße 4, Innsbruck |
| ja    | Datei hochladen | Wohnhaus HERIS-ID: 43588 Objekt-ID: 44211 TKK: 115947                                                                                  | Grillparzerstraße 5 Standort KG: Innsbruck               | | BDA-Hist.: Q38004074 Status: Bescheid Stand der BDA-Liste: 2025-06-30 Name: Wohnhaus GstNr.: .695/1 Grillparzerstraße 5, Innsbruck |
| ja BW | Datei hochladen | Wohnhaus HERIS-ID: 43620 Objekt-ID: 44259 TKK: 115948                                                                                  | Grillparzerstraße 7 Standort KG: Innsbruck               | | BDA-Hist.: Q38004302 Status: Bescheid Stand der BDA-Liste: 2025-06-30 Name: Wohnhaus GstNr.: .696 |
| ja    | Datei hochladen | Kommunaler Wohnbau, Sennblock (Sennstraße, Gutenbergstraße, Verdroßplatz) HERIS-ID: 55592 Objekt-ID: 64309 TKK: 116063, 115906, 115949 | Gutenbergstraße 13-19, unger. Nr. Standort KG: Innsbruck | Der Sennblock wurde 1930–1932 nach Plänen von Theodor Prachensky im Stil der Neuen Sachlichkeit errichtet und schließt an die 1903 errichtete Verbauung an der Erzherzog-Eugen-Straße an. Der Wohnblock umschließt einen Innenhof und ist durch Breiterker und alternierende Balkone gegliedert. | BDA-Hist.: Q38066442 Status: § 2a Stand der BDA-Liste: 2025-06-30 Name: Kommunaler Wohnbau, Sennblock (Sennstraße, Gutenbergstraße, Verdroßplatz) GstNr.: .1405, .1406, .1407, .1408, .1409, .1410, .1411, .1412, .1413, .1414 Sennblock |
| ja BW | Datei hochladen | ehem. Männerheim HERIS-ID: 55591 Objekt-ID: 64305 TKK: 11907                                                                           | Gutenbergstraße 16 Standort KG: Innsbruck                | | BDA-Hist.: Q38066429 Status: Bescheid Stand der BDA-Liste: 2025-06-30 Name: ehem. Männerheim GstNr.: .1416 |

## Ehemalige Denkmäler
| Foto |                 | Denkmal                                                              | Standort                                        | Beschreibung | Metadaten |
| ---- | --------------- | -------------------------------------------------------------------- | ----------------------------------------------- | --- | --- |
| ja   | Datei hochladen | Figurenbildstock hl. Johannes Nepomuk u. Geländer TKK: 72723bis 2010 | alte Pradler Sill-Brücke Standort KG: Innsbruck | Die Skulptur des hl. Johannes Nepomuk unter einer geschwungenen Blechverdachung steht an der Westseite der Pradler Sillbrücke. Sie ist in Betonguss ausgeführt und wurde um 1975 geschaffen. | BDA-Hist.: Q107196701 Status: Bescheid Stand der BDA-Liste: 2010-05-28 Name: Figurenbildstock hl. Johannes Nepomuk u. Geländer GstNr.: 519/2 |